# Longzhouacris huanjiangensis
Longzhouacris huanjiangensis är en insektsart som beskrevs av Jiang, G. och Z. Zheng 1994. Longzhouacris huanjiangensis ingår i släktet Longzhouacris och familjen gräshoppor. Inga underarter finns listade i Catalogue of Life.